# Монтгомери (Алабама)
Монтгомери (енгл. Montgomery) је главни град и други по величини америчке савезне државе Алабама. По попису становништва из 2010. у њему је живело 205.764 становника.

## Географија
Монтгомери је смештен у средишњем делу Алабаме, на југу САД, на надморској висини од 73 m. Налази се на реци Алабами, недалеко од места где она настаје спајањем река Куса и Талапуса. Рељеф је низијски (део низије уз обалу Мексичког залива). У близини су језера Кобс и Кресцент.

### Клима
Клима је влажна суптропска. Лета су врућа, а зиме благе и целе године има много падавина.

## Историја
Пре доласка Европљана је простор града био насељен Алабама Индијанцима. На простору данашњег Монтгомерија су постојала индијанска насеља Иканатхати и Товаса. Први Европљанин који је дошао на тај простор је био шпански истраживач Ернандо де Сото који је 1540. посетио Товасу. Први Европљанин који се населио на том простору је био шкотски трговац Џејмс Маквин који је стигао 1716. године. Године 1717. Французи су саградили трговачку станицу Форт Тулуз североисточно од данашњег Монтгомерија. Британци су ту територију стекли након рата против Француза и Индијанаца 1764. Европљани су се на тај простор врло споро досељавали.
Округ Монтгомери је основан 1816. године. Прву групу насељеника је водио генерал Џон Скот. Он је основао град Алабама Таун у близини данашњег Монтгомерија. Касније је Ендру Декстер основао град Њу Филаделфија. Та два града су уједињена 1819. и тако је створен град Монтгомери. Град је назван по генералу Ричарду Монтгомерију који је погинуо у Америчком рату за независност. У њему се развила трговина памуком, па је брзо растао. Од 1821. пароброд Херијет је почео саобраћати по реци Алабами. Године 1832. је саграђена железничка пруга до државе Џорџије.
Монтгомери је брзо растао и постао најзначајнији у Алабами. Због тога је 1846. главни град Алабаме премештен из Тускалусе у Монтгомери. Монтгомери је био један од најзначајнијих градова на југу САД, па је у њему 1861. одржан састанак на којем су се Алабама, Џорџија, Флорида, Луизијана, Мисисипи и Јужна Каролина одвојиле од САД и формирале Конфедеративне Америчке Државе. Тиме је почео Амерички грађански рат. Монтгомери је постао главни град Конфедеративних Држава Америке и у њему је инаугурисан њихов председник Џеферсон Дејвис. Касније је главни град премештен у град Ричмонд у Вирџинији који је био ближе линији фронта. Монтгомери није претерано страдао у грађанском рату.
Монтгомери је 1886. био први град у САД који је увео електрични трамвај. Након тога се становништво почиње више насељавати у предграђима, а мање у центру. 1910. су браћа Рајт основала летачку школу.
Након Другог светског рата на југу САД ојачао је покрет америчких црнаца за већа права, а Монтгомери је био један од центара тог покрета. Негов вођа, Мартин Лутер Кинг, је био пастор у једној цркви у Монтгомерију и тамо почео своје деловање. Један од значајних симбола тог покрета је била црна кројачица Роса Паркс која је 1955. одбила у аутобусу у Монтгомерију уступити место белцу, те је због тога ухапшена, што је изазвало масовне протесте црнаца који су довели до укидања сегрегације у аутобусима, што је била прва већа победа црнаца. Године 1965. мартин Лутер Кинг је организовао марш на Монтгомери с циљем постизања гласачких права црнаца.

## Демографија
Према попису становништва из 2010. у граду је живело 205.764 становника, што је 4.196 (2,1%) становника више него 2000. године.
|                   | 2010.            | 2000.            |
| Укупно            | 205 764 (100,0%) | 201 568 (100,0%) |
| Афроамериканци    | 116 524 (56,63%) | 100 048 (49,63%) |
| Белци             | 74 227 (36,07%)  | 94 868 (47,07%)  |
| Хиспаноамериканци | 7 998 (3,887%)   | 2 484 (1,232%)   |
| Азијати           | 4 609 (2,240%)   | 2 146 (1,065%)   |
| Остали            | 2 406 (1,169%)   | 2 022 (1,003%)   |

## Знаменитости
Најпознатија зграда у граду је зграда Скупштине државе Алабама у којој је центар власти државе Алабаме. Зграда Прве беле куће Конфедерације је у доба Грађанског рата била седиште владе јужних држава и спада у Амерички национални регистар историјских места. Позната је баптистичка црква у авенији Декстер у којој је деловао Мартин Лутер Кинг. Најзначајнији облакодер у граду је РСА Тауер. У старом граду постоји 50 обновљених зграда из 19. века. У Монтгомерију се одржава Алабама Шекспир Фестивал који је један од најважнијих Шекспирових фестивала у свету.

## Партнерски градови
- Пјетрасанта
- Parintins